# Ampud
Ampud, anche Ampod, Apod o Ompud (in latino Ompudinus; ... – 1186), fu un potente aristocratico del regno d'Ungheria vissuto nella seconda metà del XII secolo.
Ricoprì la carica di bano di Slavonia tra il 1163 o 1164 e il 1171 o 1174, e palatino d'Ungheria dal 1164 al 1176 circa.

## Biografia
Basandosi sul suo nome, lo storico Péter Juhász ha ritenuto che Ampud appartenesse alla stirpe dei Tomaj, di origine pecenega. Menzionato come ispán (conte) da un documento reale del 1162, Ampud fu un fedele sostenitore del giovane Stefano III d'Ungheria, il cui diritto alla corona fu contestato dai suoi due zii, Ladislao II e Stefano IV, che erano fuggiti nell'impero bizantino durante il regno del loro fratello, Géza II, ottenendo il sostegno dell'imperatore Manuele I Comneno. Dopo la vittoria sull'usurpatore Stefano IV nel giugno 1163, Manuele fece pace con Stefano III, che accettò di inviare il fratello minore, Béla, a Costantinopoli e di permettere ai Bizantini di impadronirsi del ducato di Béla, che comprendeva la Croazia, la Dalmazia e il Sirmio. Tuttavia, una carta del 1164 di Pietro, arcivescovo di Spalato testimonia la presenza del bano Ampud, il che suggerisce che almeno una parte del ducato di Béla, la Dalmazia centrale, fosse sotto il dominio di Stefano in quell'anno, motivo per cui Stefano ruppe presto il trattato con Manuele.
Ampud si dimostrò un abile condottiero, avendo partecipato alla campagna di Stefano in Dalmazia e, in qualità di bano di Slavonia, a una spedizione punitiva grazie alla quale espugnò Zara nel 1164. Quando Stefano III irruppe a Sirmio e riconquistò l'intera provincia nella primavera del 1166, un esercito ungherese guidato da Ampud invase la Dalmazia e ne imprigionò il sebastos Niceforo Calufe, il governatore bizantino della provincia. Assediò invano Spalato, ma riprese possesso di Biograd na Moru e Sebenico, poiché i documenti reali emessi per conto del monarca ungherese e di Stefano III confermavano anche la propria supremazia nelle due città. Secondo lo storico Gyula Kristó, il grosso della Dalmazia era sotto il controllo bizantino e il territorio originario del bano si ridusse drasticamente a partire dal 1160, quando Ampud deteneva quella carica.
Secondo un documento della corona dalla dubbia autenticità, Ampud era ispán del comitato di Csanád nel 1171. Preservò tali cariche dopo l'incoronazione di Béla III nel 1172, circostanza la quale dimostra che Ampud lo aveva sostenuto nella lotta per il trono contro il principe Géza.
Nel 1176 fu uno dei due comandanti delle truppe ausiliarie magiare, insieme al voivoda di Transilvania Leustachio I Rátót, inviate da Béla III d'Ungheria per combattere al fianco dei bizantini contro l'impero selgiuchide nella battaglia di Myriokephalon. Lo scontro si risolse in una pesante sconfitta per le forze bizantine-antiochiano-ungheresi. Stando agli Annales Posonienses, Ampud morì nel 1186.

## Discendenza
Ampud II, il figlio dal nome omonimo, servì come ispán nel comitato di Szolnok nel 1199, ma non si conoscono altre informazioni su di lui. Sposò una figlia dal nome ignoto del conte Bertoldo III, margravio d'Istria, il che riflette il prestigio sociale del più anziano Ampud. Suo nipote Dionigi eseguì un percorso politico di maggiore spessore introducendo un nuovo sistema economico come maestro del tesoro (1216-1224) e ricoprendo la carica di palatino d'Ungheria (1227-1228, 1231-1234) sotto Andrea II d'Ungheria.